# Isaak Boleslavski

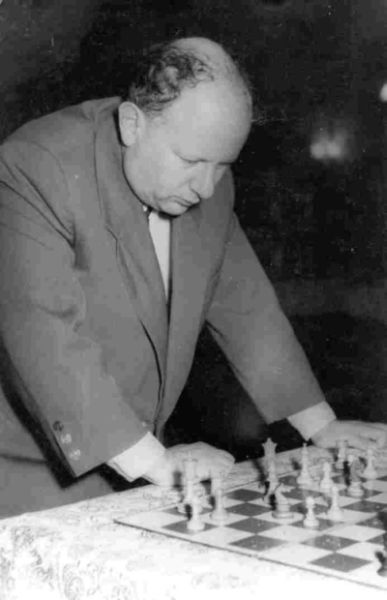
Isaak Boleslavski (1960)

Isaak Jefremovitsj Boleslavski (Oekraïens: Ісаак Єфремович Болеславський, Russisch: Исаак Ефремович Болеславский) (Zolotonosha, 9 juni 1919 - Minsk, 15 februari 1977) was een Oekraïense schaker. In 1950 werd hij grootmeester FIDE. Hij overleed op 57-jarige leeftijd.
Boleslavski heeft van 1940 tot 1961 elf keer meegespeeld om het kampioenschap van de USSR, maar hij is nooit kampioen geworden. Hij werd wel een paar keer tweede, maar Michail Botvinnik en Michail Tal waren hem te vlug af.
Boleslavski heeft veel tijd aan schaaktheorie besteed en veel partijen geanalyseerd. Zijn naam is verbonden aan de Boleslavski-variant in de schaakopening Siciliaans met de zetten: 1.e4 c5 2.Pf3 d6 3.d4 cd 4.Pd4 Pf6 5.Pc3 Pc6 6.Le2 e5.
Hij was de trainer van Tigran Petrosjan, de latere wereldkampioen schaken.